# Carl Møller (maler)
 Der er flere personer med dette navn, se Carl Møller.
Carl Henrik Kock Møller (2. september 1845 i Skælskør – 31. marts 1920 i Espergærde) var en dansk maler.
Carl Møller blev uddannet malersvend og lærte maleriet på Det tekniske Selskabs Skole. Han gik på Kunstakademiet fra oktober 1866 og blev indstillet til afgang februar 1875, men fik ikke afgang. Han var privatelev hos Vilhelm Kyhn, C.F. Aagaard og O.D. Ottesen. Motiverne til hans landskabsmalerier hentede han hovedsagelig fra egnen omkring Roskilde og på Nordsjælland. Sideløbende med landskabsbillederne udførte Møller flere blomstermalerier, sikkert inspireret af hans lærer, O.D. Ottesen.

## Hæder
- Den Sødringske Opmuntringspræmie, 1880, for Juni formiddag ved en stente
- De Neuhausenske Præmier, 1881, for Markblomster
- Kunstakademiets stipendium 1886, 1890, 1896
- Den Raben-Levetzauske Fond, 1894
- Akademiets Aarsmedalje 1, 1913, for Forårssol i april

## Værker
- Juni formiddag ved en stente (1880, Sødrings Præmie)
- Markblomster (1881, Neuhausens Præmie)
- Midsommerdag, motiv fra Egebæksvang (1900)
- Henimod aften, Roskilde Fjord (1901)
- Klitter ved Nordstranden nær Højen (1911, Skagens Museum)
- Forårssol i april (1913, Aarsmedaljen)
- Fisker ved sin båd (Johannes Larsen Museet)

Dekorationsarbejder:
- Blomsterguirlander, Landbohøjskolens festsal (1882, udført som medhjælper hos C.F. Aagaard)
- Dørstykker og vægbilleder, Kysthospitalet på Refsnæs (o. 1885, brugt som illustration til Christian Richardt: Fra Kysthospitalet paa Refsnæs, 1887)
- Tegninger i Designmuseum Danmark

## Ekstern henvisning og kilde
- Carl Møller på Kunstindeks Danmark/Weilbachs Kunstnerleksikon